# マーカス・ハーネマン
マーカス・スティーヴン・ハーネマン（Marcus Stephan Hahnemann, 1972年6月15日 - ）は、アメリカ合衆国シアトル出身の元サッカー選手。元アメリカ合衆国代表。現役時代のポジションはゴールキーパー。

## 経歴
1994年11月に親善試合でアメリカ代表デビュー、3試合に出場した。その後代表での出場機会は無かったが、2003年に、9年ぶりに試合出場。2005 CONCACAFゴールドカップでは1試合の出場だったが、優勝した。また、2006 FIFAワールドカップ、2010 FIFAワールドカップのメンバーにも選ばれた。2011年までに9試合に出場した。

## 代表歴

### 出場大会
- アメリカ代表
  - 2006 FIFAワールドカップ
  - 2010 FIFAワールドカップ

### 試合数
- 国際Aマッチ 9試合 0得点（1994年-2011年）[1]

| アメリカ代表 | 国際Aマッチ | 国際Aマッチ |
| 年           | 出場        | 得点        |
| ------------ | ----------- | ----------- |
| 1994         | 3           | 0           |
| 1995         | 0           | 0           |
| 1996         | 0           | 0           |
| 1997         | 0           | 0           |
| 1998         | 0           | 0           |
| 1999         | 0           | 0           |
| 2000         | 0           | 0           |
| 2001         | 0           | 0           |
| 2002         | 0           | 0           |
| 2003         | 1           | 0           |
| 2004         | 0           | 0           |
| 2005         | 2           | 0           |
| 2006         | 0           | 0           |
| 2007         | 1           | 0           |
| 2008         | 0           | 0           |
| 2009         | 0           | 0           |
| 2010         | 1           | 0           |
| 2011         | 1           | 0           |
| 通算         | 9           | 0           |

## タイトル

### クラブ
シアトル・サウンダーズ
- A-League：2回 (1995,1996)

レディングFC
- フットボールリーグ・チャンピオンシップ：1回 (2005-06)

### 代表
アメリカ代表
- CONCACAFゴールドカップ：1回 (2005)